# Kuća za porode
Kuća za porode (primaljski centar) je zdravstvena ustanova u kojoj rade primalje i u kojima se porod odvija u uvjetima koji su nalik uvjetima poroda kod kuće.
Kuća za porode nudi okruženje bliže obiteljskom domu od onog koji se nudi u bolničkom rodilištu, često s više mogućnosti tijekom poroda: neometana konzumacija hrana i pića, glazba i prisustvo obitelji i prijatelja po želji. Kuća za porode se bitno razlikuje od bolnice jer za razliku od većine rodilišta ima udoban namještaj, krevet koji je dovoljno velik za majku, novorođenče i oca djeteta, tuš ili kadu za olakšavanje trudova i porod u vodi.
Neke kuće za porode također nude mogućnosti opioidne injekcije (petidin) i rajski plin (dušikov oksidul) kao način ublažavanje boli. U kući za porode žene se mogu ponašati spontano u porodu, birati položaj u kojem žele rađati te se potiče njihovo aktivno sudjelovanje u porodu. Žene koje imaju ozbiljne zdravstvene probleme, nalaze se u rizičnoj skupini ili su imale visokorizične trudnoće trebale bi ozbiljno razmatrati porod u bolničkom okruženju.

## Vrste kuća za porode
Neke kuće za porode se nalaze unutar ili pored bolničkog rodilišta (kao posebna soba ili odjel) - te kuće za porode se također nazivaju primaljski odjeli. Neke kuće za porode nisu vezane uz bolnice. U Austriji je primjerice čest slučaj da je kuća za porode zaseban apartman ili kućica u blizini doma samostalne primalje. Kuće za porode su uobičajene u mnogim zemljama Europske unije, Sjeverne Amerike i vrlo su popularne u Australiji i na Novom Zelandu.

### Samostalna kuća za porode
Samostalna kuća za porode (free-standing birth centre u Velikoj Britaniji odnosno geburtshaus u Austriji, Njemačkoj i Švicarskoj) je mjesto u kojem rade isključivo primalje, a koje nije u sklopu bolničkog rodilišta i koje je najčešće udaljeno od najbližeg bolničkog rodilišta najviše 30 minuta vožnje. Kuća za porode može biti u vlasništvu jedne ili više primalja, ili u privatnom vlasništvu, ili u vlasništvu treće osobe koja iznajmljuje svoj prostor primaljama odnosno ženama koje žele roditi u kući za porode.
Kuća je opremljena sa svime što se nalazi i na primaljskom odjelu u bolnici, a razlika je u tome što je bolnica udaljenija, a primalje koje rade u kućama za porode su najčešće samostalne djelatnice koje ne rade u bolničkim rodilištima. U kući za porode rodilja najčešće rađa uz svoju odabranu primalju koja joj je ujedno i pratila trudnoću. Kuće za porode najčešće imaju ugovor s najbližom bolnicom o prihvatu žena kojima je potrebno bolničko liječenje iz nekog razloga te su transferi uhodani i jednostavni.
Nakon poroda u kući za porode, majka, novorođenče, otac i mlađa djeca, borave u kući jedan ili više dana, a o njima skrbi primalja. Kuća za porode je dobra opcija za žene koje iz nekog razloga ne žele ili ne mogu roditi u vlastitom domu, ali žele skrb odabrane primalje.

### Primaljski odjel u bolnici
Primaljski odjel (midwifery-led unit) je dio bolničkog rodilišta koji se nalazi u sklopu bolnice (najčešće je odvojen hodnikom ili se nalazi na drugom katu od bolničkog rodilišta) i u kojemu rade isključivo primalje, bez prisustva liječnika. Odjeli su uređeni tako da ne izgledaju kao bolnički odjeli i opremljeni su namještajem i pomagalima koja omogućavaju ženi različite položaje i tehnike za olakšavanje trudova. Takvi odjeli opremljeni su bazenom za porod u vodi i tušem za hidroterapiju.
Primalje koje rade na primaljskom odjelu su bolničke primalje. Po dolasku u bolnicu rodilji se dodjeli primalja koja je dežurna iako u nekim zemljama uz rodilju dolazi odabrana primalja koja je pratila trudnoću. Primalje imaju opremu koja im treba za manje komplikacije u porodu kod majke ili djeteta.
Ako se pokaže potreba za transferom na bolnički odjel radi liječničke skrbi zbog komplikacija u porodu to je vrlo jednostavno jer se bolnički odjel nalazi u istoj zgradi. Boravak na primaljskom odjelu odnosno u bolničkom rodilištu nakon poroda ovisi od ustanove do ustanove, ali najčešće, ako nema komplikacija nakon poroda, majka i novorođenče se otpuštaju kući unutar 24 sata od poroda.

## Sigurnost poroda u kući za porode
Studija iz SAD-a i Britanije dokazale su između ostalog, da 9 od 10 žena koje su planirale roditi u kući za porode ostvarile vaginalni porod – više od onih u bolničkim rodilištu, gdje to ostvari samo 7 od 10 žena. Dvije od deset žena su morale iz nekog razloga na kraju roditi u bolničkom rodilištu, a samo je mali broj hitnih transfera u bolničko rodilište (manje od 1%).
Obje studije su pokazale da je sigurnost poroda u kući za porode za majku i dijete vrlo slična onoj u bolničkom rodilištu, uz puno manje intervencija za majku. To znači da se majka u prosjeku puno brže i lakše oporavi od poroda u kući za porode nego nakon onog u bolničkom rodilištu te da je nakon poroda u kući za porode zadovoljnija.
Cochrane sustavni pregled također je dokazao prednosti poroda u kući za porode:
- Manji su izgledi da će rodilja trebati lijekove za olakšavanje boli
- Manji su izgledi da će rodilja dobiti drip, što znači da su trudovi manje bolni
- Manji su izgledi da se koristi vakuum
- Manji su izgledi da se rodilji učini urez međice (epiziotomija)
- Manji su izgledi da će porod biti dovršen carskim rezom
- Žene su pozitivnije ocijenile svoje iskustvo poroda
- Stope dojenja 6-8 tjedana nakon poroda su veće

## Kuće za porode u Hrvatskoj
U Hrvatskoj postoji samo jedan model skrbi u rodilištu - medicinski ili opstetrički model skrbi u porodu. U njemu su liječnici odgovorne osobe te moraju biti prisutni na svakom porodu, a primalje su njihove pomoćnice i ne rade samostalno. Iako primalje provode najviše vremena sa ženom, one službeno nemaju mogućnost samostalno pratiti porod i preporučiti postupke ili intervencije. Stoga, model poroda u kući za porode nije prisutan u Hrvatskoj, a žene koje žele roditi u kući za porode to čine u zemljama okruženja, poput Austrije.